# Comuna Mîtînți, Krasîliv
Mîtînți (în ucraineană Митинці) este o comună în raionul Krasîliv, regiunea Hmelnîțkîi, Ucraina, formată din satele Hotkivți, Mîtînți (reședința), Veremiivka și Zaruddea.

## Demografie
Componența lingvistică a comunei Mîtînți
     Ucraineană (98,96%)
     Alte limbi (0,97%)
Conform recensământului din 2001, majoritatea populației comunei Mîtînți era vorbitoare de ucraineană (98,96%), existând în minoritate și vorbitori de alte limbi.